# Максвелл, Джон, 9-й лорд Максвелл
Джон Максвелл, 9-й лорд Максвелл (англ. John Maxwell, 9th Lord Maxwell; ок. 1583 — 21 мая 1613) — шотландский дворянин-католик. Он сбежал из Эдинбургского замка в 1607 году, а в 1608 году застрелил лэрда Джеймса Джонстона из Джонстона. За эти преступления он был казнен, а его титулы были конфискованы.

## Биография
Благородный дом Максвеллов владел замком Керлаверок близ Дамфриса с XIII века и к середине XVI века был самой могущественной семьей на юго-западе Шотландии. Джон Максвелл был первым сыном Джона Максвелла, 8-го лорда Максвелла (1553—1593) и его жены Элизабет Дуглас (ум. 1637), дочери 7-го графа Ангуса.
Его отец был убит в бою с Джонстонами из Аннандейла, и он продолжал вражду — убил нескольких Джонстонов в Далфбле в 1602 году — до 1605 года, когда он заключил мир с лэрдом Джонстоном. Его отец также получил титул графа Мортона в 1581 году, и продолжал величаться этим титулом, несмотря Арчибальд Дуглас, 8-й граф Ангус (1555—1588), в 1586 году был утвержден как 5-й граф Мортон. Джон Максвелл впоследствии поссорился с 7-м графом Мортоном, и в 1607 году Тайный совет запретил ему посещать парламент. Несмотря на это, он выступил в парламенте и бросил вызов графу Мортону, за что был заключен в тюрьму в Эдинбургском замке. Он сбежал в октябре и бежал в Дамфришир, где договорился встретиться с лэрдом Джонстоном в апреле 1608 года. Во время встречи, на которой обе стороны дали слово о перемирии, Джеймс Джонстон был убит выстрелом в спину Максвеллом. Он бежал во Францию, но был осужден за отсутствие государственной измены, а также за другие убийства и побег из Эдинбургского замка. Он был приговорен к смертной казни и лишен своих титулов. По возвращении в Шотландию в 1612 году он был арестован и попытался заключить мир с Джонстонами, предложив брак между двумя семьями. Это не увенчалось успехом, и он был обезглавлен в Эдинбурге 21 мая 1613 года. Традиционная баллада «Последняя добрая ночь лорда Максвелла» основана на его действиях.
В 1597 году он женился на Маргарет Гамильтон (? — 21 мая 1613), дочери Джона Гамильтона, 1-го маркиза Гамильтона (ок. 1535—1604), и Маргарет Лайон (? — 1625). Пара поссорилась, и у них не было детей. Его брат Роберт Максвелл был восстановлен в качестве 10-го лорда Максвелла в 1617 году, а в 1620 году стал 1-м графом Нитсдейлом.